# Island Archway

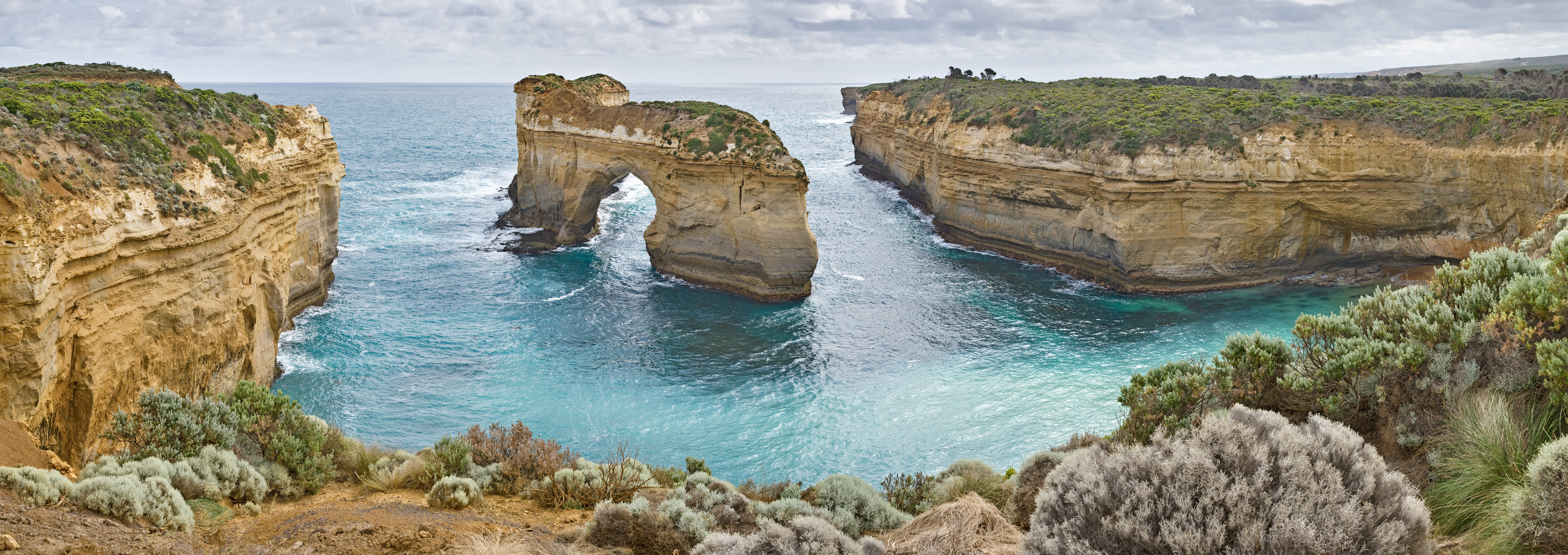
Der Island Archway (Bildmitte) vor dem Juni 2009

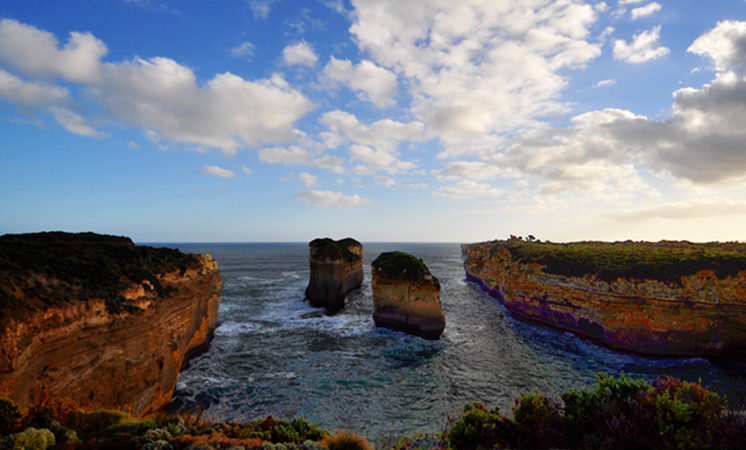
Der Island Archway nach dem Einsturz (2011)

Der Island Archway (Archway = Brückenbogen) war ein 25 Meter hohes, natürlich entstandenes Felsentor, das vor Loch Ard Gorge, einer Bucht an der Südküste Victorias in Australien lag. Das Tor stürzte am 10. Juni 2009 ein. Der im Wasser freistehende Felsenbogen wurde von den zahlreichen internationalen und nationalen Touristen häufig fotografiert, die im Gebiet der Great Ocean Road Urlaub machten. Über dieses geologische Ereignis berichtete die nationale und internationale Presse ausführlich.
Nach dem Zusammenbruch sind von dem Felsentor nur noch zwei Felssäulen aus Kalkstein übrig geblieben. Die Felsenklippe besteht aus einem relativ gering verfestigten Kalkstein, der durch Erosion von Wind und Wetter an Gesteinsvolumen verlor und dadurch instabil wurde.
Der Island Archway war Teil einer Reihe freistehender Kalksteingebilde an der Great Ocean Road, zu der auch die Zwölf Apostel gehören. Bereits im Januar 1990 war ein anderer Felsenbogen dieser Küste, der innere Bogen der London Arch, eingestürzt. Die Standfestigkeit dieser Klippen ist in geologischen Zeiträumen betrachtet lediglich von kurzer Dauer.
Anfänglich wurde angenommen, dass der Island Archway seinen Namen behalten würde. Mittlerweile werden die beiden Pfeiler offiziell nach den Vornamen der zwei Schiffbrüchigen Tom und Eva genannt, die einzigen Überlebenden der Schiffskatastrophe der Loch Ard vor Mutton Island, in unmittelbarer Nähe der Island Archway.
Seit 2011 sind acht Großprojekte an der Küste der Great Ocean Road in die touristische Infrastruktur geplant, darunter ein Informationszentrum an der Loch Ard Gorge über lokale Gegebenheiten.